# Suzan Pitt
Pour les articles homonymes, voir Pitt.
Suzan Lee Pitt (née le 11 juillet 1943 à Kansas City dans le Missouri et morte le 16 juin 2019 à Taos au Nouveau-Mexique) est une réalisatrice américaine de film d'animation, dont les films animés surréalistes et les peintures ont été acclamés et exposés dans le monde entier.
Elle enseignait le programme d'Animation Expérimental au California Institute of the Arts (CalArts).

## Biographie
C'est en pratiquant la peinture que Suzan Pitt s'essaye au film d'animation avec notamment l'utilisation d'une caméra 8 mm en 1971.
Son film Asparagus est montré au côté du premier long métrage de David Lynch Eraserhead pendant deux ans sur le circuit du midnight movie.
Suzan Pitt travaille également comme productrice de film pour divers projets animés puis à la conception des deux premiers opéras qui contiennent des images animées sur scène (La Damnation de Faust et La Flûte magique) en Allemagne. De plus, Suzan Pitt a créé deux grands spectacles multimédia à la Biennale de Venise et à l'université Harvard.
Suzan Pitt vivait à Los Angeles, au Mexique et dans son chalet qui se trouve dans la Péninsule Supérieure du Michigan. Un choix de ses films a été édité par Re:Voir Vidéo,

## Filmographie
- Bowl, Theatre, Garden, Marble Game – 1970 (16 mm, couleur, 7 min)
- Crocus – 1971 (16 mm, couleur, 7 min)
- A City Trip – 1972 (16 mm, couleur, 3 min)
- Cels – 1972 (16 mm, couleur, 6 min)
- Whitney Commercial – 1973 (16 mm, couleur, 3 min)
- Jefferson Circus Songs – 1973 (16 mm, couleur, 20 min)
- Asparagus – 1979 (35 mm, couleur, 20 min)
- Joy Street – 1995 (35 mm, couleur, 24 min)
- El Doctor – 2006 (35 mm & vidéo, couleur, 23 min)
- Visitation – 2012 (vidéo, couleur, 12 min)
- Pinball – 2013 (vidéo, couleur, 7 min)